# Lily of the Valley
A Lily of the Valley az ötödik dal a brit Queen rockegyüttes 1974-es Sheer Heart Attack albumáról. A szerzője Freddie Mercury énekes volt.
Egyike volt az album kevés lassú balladáinak. Végig Mercury énekelte, néhol egészen falzettben, a hangjának több mint két oktávos terjedelmét kihasználva. A hangszerelés Mercury zongorajátékára, John Deacon basszusszólamára és Roger Taylor dobolására alapul. Brian May gitárjátéka néhol a Queen II album Procession című dalára emlékeztet.
A dalszöveg egy sora utal a Mercury által kitalált mitikus Rhye királyságra:
„Messenger from seven seas has flown
To tell the king of Rhye he's lost his throne”
Ezen a dalon kívül csak a Seven Seas of Rhye tartalmaz tényleges utalást erre a fantáziavilágra. Emiatt a kapcsolat miatt gyakori feltevés, hogy a Lily of the Valley a Queen II album dalaival egy időben íródott. Az a tény, hogy a Queen II album dalai a szokásosnál egységesebb formában vannak, és hogy többségük mitologikus, fantasztikus témákat említ, arra enged következtetni, hogy a lazán összefüggő dalszövegek egy fantáziavilágban játszódó történetet mesélnek el, a Fekete és Fehér királyság küzdelméről. Ezt az elméletet támasztja alá a Lily of the Valley szövege is, amely egy hadijelentésnek is felfogható (Rhye király elvesztette a trónt, elbukott a királyság).
1975. január 17-én a Now I’m Here kislemez B-oldalára is felkerült.

## Feldolgozások
2009-ben a progresszív metalt játszó Dream Theater dolgozta fel a Lily of the Valley-t két másik Sheer Heart Attack-albumos dallal együtt. Ahogy a Queen-albumon, úgy a Dream Theater előadásában is egybefolyik a Tenement Funster/Flick of the Wrist/Lily of the Valley hármas. A felvétel önállóan letölthető digitális kislemezként, valamint a Dream Theater Black Clouds & Silver Linings című albumának feldolgozásokat rejtő bónusz CD-jén jelent meg.

## Közreműködők
- Ének: Freddie Mercury
- Háttérvokál: Freddie Mercury

Hangszerek:
- Roger Taylor: Ludwig dobfelszerelés
- John Deacon: Fender Precision Bass
- Brian May: Red Special
- Freddie Mercury: Bechstein zongora